# هجوم فندق منى
تعرض فندق منى في العاصمة الصومالية مقديشو لهجوم من قبل مقاتلي حركة الشباب في 24 أغسطس 2010، وكان الفندق معروفًا باستضافة مسؤولين حكوميين وسياسيين، وأسفر الهجوم عن مقتل أربعة برلمانيين.

## خلفية
في 23 أغسطس 2010 وقبل يوم من الهجوم دارت اشتباكات عنيفة بين مليشيات الشباب وقوات الحكومة الفيدرالية الانتقالية بعد هجوم شنته الحركة على ثكنات للقوات المسلحة الصومالية في محاولة لتعزيز سيطرتهم على العاصمة مقديشو بعد طردهم منها
في يوليو من نفس العام أعلنت حركة الشباب الإرهابية مسؤوليتها عن تفجيرين انتحاريين في العاصمة الأوغندية كمبالا وأودت اعتداءات كمبالا يوليو 2010 بحياة 76 شخصا.

## تفاصيل الهجوم
في 24 أغسطس 2010 هاجم مقاتلو حركة الشباب فندق منى في العاصمة مقديشو حيث كان يجتمع مسؤولون حكوميون وسياسيون، لتجاذب أطراف الحديث، وأسفر الهجوم عن مقتل وإصابة 32 شخصا بينهم 11 نائباً في البرلمان الاتحادي الانتقالي، و استهدُف الفندق كونه كان يحظى بشعبية لدى المسؤولين الحكوميين كونه يقع في منطقة تسيطر عليها الحكومة بالقرب من القصر الرئاسي ويتمتع بإجراءات أمنية مشددة.  
تنكر اثنان من المهاجمين بزي القوات المسلحة الصومالية. وبدأ المهاجمون بإطلاق النار على المدنيين المارة خارج المبنى، ثم دخلوا إلى الفندق وأطلقوا النار على موظفي الفندق والموظفين الحكوميين واشتبكوا مع الحراسة الأمنية.  ثم فجر المهاجمون أنفسهم داخل المبنى مع وصول قوات أمنية إضافية. 
و قتل في الهجوم حسب الإحصاء الرسمي أربعة من أعضاء البرلمان الاتحادي الانتقالي، هم محمد حسن نور، و جيدي عبدي جديد، وبولّي حسن معلم، وإدريس موسى علمي.  بالإضافة إلى ذلك، أصيب في الهجوم حسبما أعلن رئيس مجلس النواب بالإنابة عبد الولي شيخ إبراهيم مودي خمسة نواب هم علي عبد القادر معلم وعلي محمود عبدي وأحمد شيخ محمد ومحمد عطية فريد وإسحاق إبراهيم علي.  في 25 أغسطس أعلن عن ارتفاع عدد القتلى من النواب إلى ستة. 

## المسؤولية عن الهجوم
قال المتحدث باسم حركة الشباب علي محمود راجي إن مقاتليه بدأوا حربًا جديدة ضد من أسماهم بـ "الغزاة"، في إشارة إلى قوات بعثة الاتحاد الأفريقي في الصومال البالغ عددها 6000 عنصر المنتشرة في البلاد لدعم قوات الحكومة الاتحادية الانتقالية. وقال إن حركة الشباب تعتزم "القضاء على الغزاة والقوات الحكومية المرتدة، كما دعا مقاتلي الشباب إلى "غزو وتدمير جميع تحصينات المرتدين والقوات المسيحية" حسب وصفه.
من جهتها قالت وزارة الخارجية الإثيوبية في بيان أدانت فيه الهجوم إن "حركة الشباب وحلفائها في الخارج الذين يعارضون عملية السلام قد واصلوا عمدا عرقلة الجهود المبذولة لبناء صومال مستقر"، وأضافت أن "الوقت قد حان لبذل جهود جماعية لوضع حد للأعمال الإرهابية التي تقوم بها حركة الشباب من خلال إحلال السلام والأمن في البلاد وبناء دولة صومالية فاعلة". كما قدمت تعازيها لأسر الضحايا متمنية الشفاء للمصابين.
كتب الصحفي بمجلة تايم الأمريكية نيك وادهامز في 25 أغسطس أن الهجوم "الوقح" أثبت أن حركة الشباب تشكل تهديداً وجودياً للحكومة المركزية، ونقل عن علي عثمان المسؤول الرفيع في وزارة الصناعة في الحكومة الاتحادية الانتقالية قوله أن "الحكومة لا تملك القوة الكافية لهزيمة الشباب وتأمين سلامة العاصمة الصومالية مقديشو. . . وهو أمر مخزي ". كما نقل عن النائب الصومالي محمد عبدي قوله "دعونا لا نخفي الحقيقة. . . إذا لم يأت الاتحاد الأفريقي والمجتمع الدولي في الأسابيع القليلة المقبلة لمساعدتنا، فلا أعتقد أنه سيكون لدينا حكومة صومالية". 